# Bioclasto

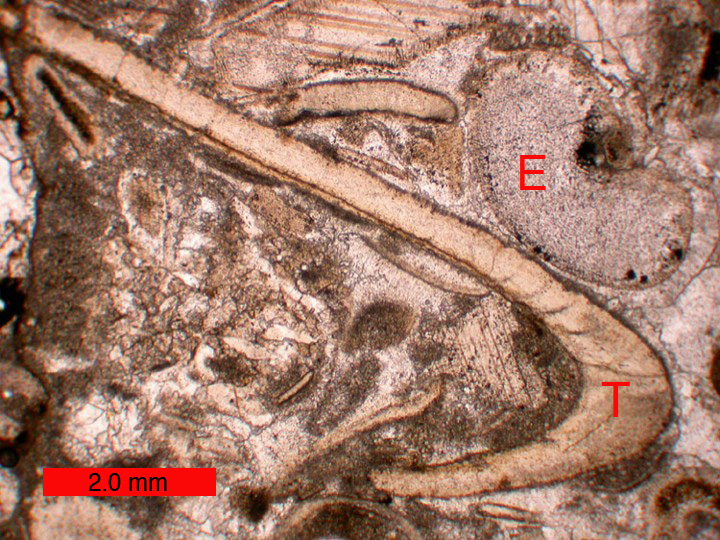
Bioclastos en una caliza del periodo Ordovícico. Se señala con la letra T un trilobite y con la letra E un equinodermo.

Bioclasto es un fragmento de origen biológico presente en una roca sedimentaria, habitualmente los restos del esqueleto calcáreo de organismos marinos (fósiles). Suelen estar presentes en distintas variedades de rocas calizas, algunas de las cuales adquieren distintos tipos de coloraciones por la mineralización que sufren las zonas que ocupaban los restos de organismos biológicos. Su estudio permite a geólogos y paleontólogos datar los estratos en un periodo geológico particular, así como a los arqueólogos asociar el material de determinadas obras de arte o elementos arquitectónicos a una cantera concreta.
Muestran las condiciones en que se depositó un estrato sedimentario (causa y forma de deposición, salinidad del agua, profundidad, corrientes locales, etc.), así como la diversidad biológica.